# Dentobunus kraepelinii
Dentobunus kraepelinii is een hooiwagen uit de familie Sclerosomatidae.